# Baccharis anomala
Baccharis anomala es una especie de Magnoliopsida del género Baccharis, de la familia Asteraceae, del orden Asterales. Se utiliza en la medicina popular por su efecto diurético.

## Distribución
Baccharis anomala se distribuye por el sureste de Brasil (Minas Gerais, São Paulo), el sur de Brasil (Paraná, Río Grande del Sur, Santa Catarina), Paraguay (Caazapá, Guaira), Uruguay (Artigas, Durazno, Rivera, Río Negro, Tacuarembó, Treinta y Tres) y Argentina (Entre Ríos, Misiones).

## Taxonomía
Fue descrita científicamente por Augustin Pyrame de Candolle. Fue publicado por primera vez en Prodromus Systematis Naturalis Regni Vegetabilis, volumen 5, en la página 403 (1836).